# St. Francisville, Missouri
St. Francisville är en ort i Clark County i Missouri. Vid 2010 års folkräkning hade St. Francisville 179 invånare.